# Magliano di Tenna
Magliano di Tenna är en ort och kommun i provinsen Fermo i regionen Marche i Italien. Kommunen hade 1 430 invånare (2018).